# Pawtucket
Pawtucket är en stad i Providence County, Rhode Island, USA med cirka 72 958 invånare (2000). Pawtucket är Rhode Islands fjärde största stad. 2010 hade folkmängden sjunkit till 71 148 invånare.